# Соціологія сім'ї
Соціоло́гія сім'ї́ — галузь соціології, що вивчає сім'ю. У сферу досліджень даної галузі входить: вивчення функціонування сім'ї як соціального інституту і малої групи, структури і функцій сім'ї, шлюбно-сімейні відносини, зразки сімейної поведінки, характерні для того чи іншого типу культури, тієї чи іншої соціальної групи.

## Предмет соціології сім'ї
Сім'я є об'єктом дослідження багатьох наук — історії, економіки, права, соціології, психології, педагогіки, антропології, демографії, етнографії, етики тощо. Кожна з них відповідно до свого предмета вивчає специфічні сторони функціонування і розвитку сім'ї. Об'єктом соціології сім'ї є шлюбно-сімейні відносини, сфера сімейного життя. Предметом вивчення соціології сім'ї є досить широке і різноманітне коло питань: загальні основи та принципи шлюбу і сім'ї; взаємозв'язок сім'ї і суспільства; типи соціальних відносин, характерні для сім'ї; фактори, що визначають чисельність і структуру сімейної спільності; суспільні функції сім'ї, її структура та особливості як соціального інституту і як малої соціальної групи; мотивація шлюбів і розлучень, а також соціальні та психологічні фактори, які сприяють плануванню сімейного життя, виникненню та подоланню внутрішньосімейних конфліктів; історичні типи та форми шлюбно-сімейних відносин, тенденції та перспективи їх розвитку; умови життя сім"ї, етапи життєвого циклу сім'ї та ін.
Дослідження з соціології родини ведуться у таких площинах:
- Прогнози на майбутнє

## Історія соціології сім'ї
Соціологія сім'ї як спеціальна область соціологічного знання бере свій початок у масштабних емпіричних дослідженнях Рілза і Ле Пле. У середині XIX століття вони незалежно один від одного роблять спробу вивчити вплив таких соціальних факторів, як структура сім'ї, економічні відносини в сім'ї, релігія в сім'ї та інші. З тих пір проблеми сім'ї та сімейно-шлюбних відносин постійно перебувають у центрі уваги соціології, оскільки родина являє собою унікальне утворення: мала група та соціальний інститут одночасно.
У СРСР одним з перших підрозділів, де в період «відлиги» стала розвиватися соціологія сім'ї, стала група дослідників під керівництвом З. А. Янковий (1923—1998) у складі сектора соціального прогнозування Інституту соціологічних досліджень АН СРСР.
У 1974 році був створений сектор соціальних проблем сім'ї та побуту Інституту соціологічних досліджень АН СРСР, який очолив А. Г. Харчів (1922—1987).
У 1970—1980 роки співробітники сектору активно співпрацювали з спільнотою соціологів сім'ї країн «соціалістичного табору», проводилися спільні міжнародні конференції та дослідження, в тому числі за участю західноєвропейських фахівців.

## Сім'я
Сім'я є клітиною суспільства дуже близькою до суспільства, в якому вона функціонує. Суспільні порядки, за яких живуть люди певної історичної епохи і певної країни, обумовлюються ступенем розвитку з одного боку праці, а з другого — сім'ї. Через сім'ю змінюються покоління людей, в ній людина народжується, через неї продовжується рід. За Арістотельем сім'я — це суспільство, яке побудовано згідно з природою для щоденного життя, це перший вид спілкування людей. Сім'я є первинним осередком, з якого виникла держава.
Сім'я — соціальна система відтворення людини, заснована на кровній спорідненості, шлюбі чи об'єднуючу людей спільністю побуту, взаємною моральною відповідальністю і взаємодопомогою. У первісної сім'ї допускалася повна свобода статевого спілкування всередині сім'ї, тобто між членами одного й того ж роду (стадна групова соціологія). Виділяють специфічні функції сім'ї, такі як подружжя, батьківство і спорідненість.
Об'єднання декількох сімей складали поселення, з яких потім виникли держави. З одного боку, сім'я — досить замкнуте об'єднання людей, які захищають свій внутрішній світ, свої таємниці і секрети, що протистоять зовнішнім впливам. Якщо сім'ю позбавити її внутрішнього світу, зробити все, що діється в ній, відкритим для суспільства, вона розпадеться. З другого боку, сім'я — об'єднання людей, відкрите для всього, що відбувається у суспільстві. Для неї характерні проблеми, якими живе суспільство. Відносини у сім'ї складаються не лише за волею її членів, а й під впливом зовнішніх умов, соціального життя суспільства. Тому форма сім'ї не може бути довільною. Водночас сім'я впливає на відносини у суспільстві, на характер процесів суспільного життя.
Сім'я є початковий елемент в історії людства, бо
(а) вона є фундаментальним елементом суспільства з початку його історії;
(б) бо через сім'ю передається спадщина поколінь і таким чином будується цивілізація;
(в) бо у сім'ї відбувається становлення людської особи і в ній відбувається її еволюція.
Сім'я як соціальний зв'язок базується на інтернаціональності (народження), способі спілкування (сексуальність), нормативності (взаємини), культурних цінностях. Ці показники можуть у той чи іншій мірі бути зв'язані між собою. Сім'я — це зв'язок («соціальне місце»), яке дає початок особливій циркуляції інтерперсональних благ, що основані на довірі. Якщо розглядати сім'ю як соціальний зв'язок, то вона діє — через обмін між її членами (який не відкидає боротьбу та конфлікти);
через солідарність поколінь (яка відсилає нас до джерел змагання між поколіннями).
Сім'я — це джерело, яке ніякий інший людський зв'язок дати не може.

### Функції сім'ї
Сім'я як інституція має певні завдання і виконує певні функції в суспільстві. Завдання і функції треба розрізняти: завдання — це мета будь-якої діяльності, функція — це те, що необхідно для досягнення мети та її реалізації. Сім'я має два головних завдання: підтримка народжуваності і передання культури. Функції, які виконує сім'я, становлять 4 категорії:
- Соціо-психологічні функції (соціалізація, культура, відпочинок, емоційно-експресивна)

### Зв'язки в сім'ї
Сімейні зв'язки складаються з внутрішніх і зовнішніх зв'язків.
Внутрішні зв'язки — основані на почутті взаємної любові та приналежності. Чоловік та дружина кохають один одного і це зумовлює особистий зв'язок.
Зовнішні зв'язки — обумовлюють стійкість сім'ї. В сім'ї обов'язково присутній зв'язок особистостей.

### Сучасні підходи вивчення сім'ї
1. Інституціональний підхід вивчає сім'ю як соціальну групу, яка має точну нормативну структуру і є затверджена суспільством. Цей підхід висвітлює мультифункціональний характер сім'ї:
  1. сім'я має виконувати низку завдань (репродуктивність, захист, соціалізація, релігійність, економічна кооперація), вона відповідає за забезпечення потреб і цінностей, як особистих, так і соціальних примітивного характеру, сексуальний розподіл праці є фундаментальним;
  2. сім'я охоплює всю людську істоту в її щоденному житті (хоча деякі стосунки можуть також розвиватися поза межами сім'ї);
  3. сім'я як «автономія» по відношенню до системи виступає: (а) як самодостатня (наприклад ізольована сільськогосподарська сім'я в феодальному типі суспільства);
  4. як самонормативна (аутонормативна, має своє власне керування структурою відносин).
2. Структурно-функціональний підхід, розповсюджений, починаючи з 50-х років, розглядає сім'ю як соціальну систему і інтерпретує стосунки, які тримають разом членів сім'ї (соціальну конструкцію сім'ї), як продукт нормативних очікувань. Модель сім'ї має ієрархічну структуру: по вертикалі — найвища влада у батьків, найнижча у дітей, по горизонталі розподіл ролей між чоловіком, жінкою, дітьми. Інтеграція сім'ї у суспільство базується на її участі у домінуючих цінностях суспільства. Згідно з цим підходом, сім'я не є маленьким суспільством, як в попередньому підході, але є підсистемою, незалежною від зовнішнього суспільства, яка спеціалізується на контролю, що стосується сексуальності, соціалізації та піклування про дітей.
3. Підхід обміну виходить з того, що структури сім'ї та родинні зв'язки приймаються як доказ вузьких чи широких форм соціального обміну. Е.Дюрхайм та М.Маус підкреслюють колективні та символічні аспекти обміну, які мають характер дару. Східно-американська традиція розглядає поведінку людини в сім'ї у відношенні до первинних потреб та до соціальних процесів. Для перших сім'я народжується з обміну, як вираз колективних і нормативних (структурних) потреб суспільства, для других поведінка в сім'ї має аналізуватися, як дія, яка надіється на компенсацію з боку суспільства. Згідно з цим підходом моральні норми сім'ї виведено з огляду на отримані винагороди та як «службу» з метою досягнення майбутніх винагород. Велика кількість вчених вважає, що механізм обміну лежить в основі формування та продовження сімейного життя так само, як і вибір партнера.
4. Марксистський підхід розглядає сім'ю як моногамну соціальну інституцію, що народжується разом з приватною власністю на способи виробництва та має з боку держави гарант, щоб стати базою для соціальної нерівності: поневолення більш слабких соціальних класів з боку сильніших, та приниження в сім'ї жінки та дітей з боку чоловіка.
5. Критичний підхід, пов'язаний з Франкфуртською школою (Т.Адоріо, М.Хоркхайм, Х Моркузе, Е.Фромм), розвивався у 30-х роках, і був продовжений Хабермасом та його наступниками. Сім'я, згідно з цим підходом, є соціальна форма, яка, з одного боку, виконує соціо-культурні функції (контроль), а з іншого виховні (формує індивіда). Ці два аспекти мають розвиватися в сімейних стосунках на основі діалогу, через що сім'я вважається чистим суспільством діалогу. Моке Хоркхаймер та Теодор Адоріо виходять з того, що сім'я спочатку була природно-спонтанними стосунками, а потім набула модерної моногамої форми. В модерному суспільстві, говорять ці автори, сім'я розуміється як острів, що знаходиться в потоці соціальної динаміки, що витриває в реалізації свого природного стану.
6. Феноменологічно-герменевтичний підхід твердить, що все в сім'ї є символом чогось, що вимагає логічного пояснення, яке не може бути індивідуалістичним, але походить від культури та стає змістом діяння суб'єктів. Цей підхід розглядає сім'ю як «сімейний дискурс», який ми можемо зрозуміти через інтерперсональні стосунки, інтерактивне мовлення, кодифіковані та декодифіковані зображення. Сім'я для цих авторів, предмет для пізнання, який завжди є інтерсуб'єктивна реальність, яка виражається в суб'єктах, що діють, і через них. Вони вважають, що сім'я не лише загал зв'язків чи соціальних уз, колективно визначених, але спосіб проявити значення інтерперсональних зв'язків. Сім'я — це перший об'єкт з природною манерою поведінки, що будує спосіб життя як світ значущих стосунків, які ми спадкуємо з минулого, живемо в сьогоденні та знайдемо також завтра. Сім'я — це проект, більш конкретно інтерпретований проект, який ми робимо за допомогою слів, «практика описова», яка управляє дискурсом з якого бере початок організація, що дає пояснення тому, що ми називаємо «сімейне життя».
7. Підхід взаємозв'язку, сім'я розглядається як єдність осіб, що діють, не оглядаючись на зв'язки; вона складається з ідентичності, яка є конструкцією символізуючою себе через іншого. Сім'я інтерпретується (пояснюється у світлі символічної взаємодії). Наприклад, релятивна стабільність сімейних ролей пояснюється через ідентифікацію, яка народжується для продовження взаємодії. Взаємодія випливає з того факту, що ціннісні норми, правила життя, вірування, сентименти, будуть одуховнені та будуть взаємними між членами сім'ї. Це походить з факту, що в примітивних соціальних системах (як сімейна група) всі стосунки є «багатогранними» (це лінія повної серії повинностей та інтересів). Розподіл праці, як взаємопідтримка, що народжується зі спільного співжиття, штовхає до розбудови та допомоги в сім'ї. Стосунки між батьками та дітьми є продуктом взаємостосунків, загальних і конфліктних, які не можуть бути перебудовані в «нормальну модель». Творчість кожного стимулюватиме інших до взяття відповідальності в певних галузях.
8. Підхід «розвитку» виходить з того, що спостереження за сім'єю та її моделями (в структурі, функціях, манері поведінки), модифікуються протягом певного часу згідно з особливими фазами циклу життя сім'ї. Класифікація циклу життя сім'ї є змінною як за наміром, так і за структурою, дивлячись на фази трансформації. Цей підхід підкреслює потреби та завдання, які розкриваються незалежно один від одного. Характерним для цього підходу є використання понять: «контекст розвитку сім'ї», «цикл життя сім'ї» та «завдання для розвитку». Цим підкреслюється, що сім'я має свою еволюційну історію, у якій компоненти сім'ї мають певні завдання. «Контекст розвитку сім'ї» — це процес прогресивної деференціації та структурної трансформації, який має відбуватися протягом життя сім'ї. В формулюванні, яке дали Р.Хілл та П Моттессіх, сім'я як динамічно-врівноважена система функціонуватиме за наявності чотирьох реквізитів:

- взаємозалежність членів (кількісну і якісну), коли зміна манери поведінки одного з членів (народження, одруження, смерть) призводить до зміни всіх членів сім'ї;
- взаємоадаптована організація в стосунку зовнішніх та внутрішніх змін — сім'я має бути свідомою існуючих загроз (селективне утримання);
- здатність адаптуватися (задоволення потреб через завдання, які виконуємо, запит і відповідь до зовнішніх чинників і відповідь на потреби внутрішніх);
- виконання рольових завдань (кожний член сім'ї має певні права і обов'язки).

Загалом йдеться про принцип масової адоптації, який базується на двох стовпах:
сім'я — це система, цілісність взаємозалежності комплексних стосунків на високому комунікативному рівні;
Феміністичний підхід. З початку XX ст. феміністичний рух почав впливати на історію вивчення сім'ї, бачення жінки в сім'ї та ввів аспект сімейного життя на основі відмінності гендеру. Поняття «гендер» використовується з метою демонстрації характеру сексуальності у соціально-культурній ідентичності людських істот та їх стосунків, а також тих ролей, які вони виконують в сім'ї та суспільстві. Гендер представляє стать не в своєму вузькому біологічному розумінні (що англ. sex), але в якійсь мірі до статевої приналежності додається культурний комплекс, який конструйований соціально
| Чоловік                                    | Жінка                                         |
| ------------------------------------------ | --------------------------------------------- |
| Звертає увагу більше на суть, ніж на форму | Звертає увагу на дрібниці і потребує ніжності |
| Сильніший і кремезніший                    | Сердечніша, ласкавіша, кмітливіша             |
| Стабільніший у настроях                    | вразливіша, зворушливіша                      |
| Менш вразливий                             | Легше змінює настрій                          |
| Статево готовий у більшій мірі             | Співчутливіша до страждань інших              |
| Войовничий і схильний до панування         | Має глибинну інтуїцію                         |
| Схильний до міркування, до синтезу         | Терплячіша і стабільніша                      |
| Мало схильний до дітей                     | Дипломатична                                  |
| Має здібності політичного лідера           | Легше пристосовується до ситуації             |
| Легше пристосовується до ситуації          | Приклад                                       |
| Любить здобувати перемоги                  | Готова до самопожертви                        |
| Зорієнтований більше на зовнішній світ     | Схильна замикатися у своєму світі             |

### Сучасна сім'я
Для сучасної сім'ї характерним є той факт, що з соціального інституту вона перетворюється у малу соціальну групу. Німецький соціолог Х.Тірелл характеризує «розчинення» сім'ї в суспільстві та зміни її функціональних кордонів як процес деінституалізації сучасної сім'ї. Цей процес зумовлений багатьма причинами: втрата економічного значення сім'ї; підставою шлюбу поступово стає інтимна сфера та виховання дітей; відбувається подальша приватизація життя людей та ізоляція сім'ї від суспільства; обов'язок поступається місцем сучасним індивідуалістичним цінностям або вартостям самореалізації і самоствердження. Майже всі західні дослідники визнають, що з усіх традиційних засад побудови сім'ї нині збереглася тільки одна — турбота про нащадків. Лише у ставленні до дітей та їх соціалізації (тобто підготовці до вступу в доросле соціальне життя) на Заході ще зберігається значення сім'ї як соціального інституту. Сім'я дістає переважаючу орієнтацію на дитину і, що найбільш важливо, усвідомлення цієї орієнтації. Історико-культурні дослідження засвідчують, що зі зростанням темпів індустріалізації тої чи іншої країни з дитиною пов'язують в більшій мірі психологічні, аніж матеріальні цінності. Одночасно змінюються й рольові позиції батьків: на зміну піклуванню про матеріальне забезпечення дитини приходить нова потреба: можливість розкриття себе в дитині.
Сім'я все більше унезалежнюється від держави і суспільства в цілому. Ставлення держави до сім'ї поступово перестає бути суто споживацьким та інструменталістським. Держава позбавляється функцій контролю і застосування каральних санкцій по відношенню до сімей та їх членів, перш за все підлітків і неповнолітніх. На перший план виступає забезпечення державою сприятливих умов для утворення та існування сімей, особливо молодих, і відображення цих процесів в державній сімейній політиці.
Сучасні дослідники розглядають сім'ю як соціальну систему. Системний підхід нині широко використовується як в усій соціології, так і в її окремих напрямках і галузях. Якщо розглядати сім'ю як систему в усій її багатоманітності і складності, то стане зрозумілим наявність різних дослідницьких підходів, бо навіть одні й ті ж властивості системи відображаються в різних термінах і значеннях.
Сучасний етап розвитку західного суспільства приніс другу революцію в сімейному житті, яка не лише докорінним чином змінила сім'ю і сімейні стосунки, але, на думку багатьох дослідників, поставила під сумнів саме існування сім'ї. Це зумовлене низкою обставин економічного і культурного характеру:
- зростання економічної незалежності жінок та їх активне включення в трудову діяльність (Ф.Ніцше «Коли чоловік і жінка стануть рівноправними, сім'я загине»;
- утворення двох центрів життя — праці і дому (раніше професійна діяльність і домашнє господарство існували в єдності в межах однієї сім'ї);
- еволюція поглядів на сексуальну мораль, зміна загального ставлення суспільства до сексуальної поведінки;
- винахід надійних контрацептивних засобів (вперше в історії людства за допомогою таких засобів вдалося відокремити сексуальні відносини від зачаття).

Тенденції розвитку сучасної сім'ї (всі ці тенденції властиві, хоч і у меншій мірі, притаманні і для розвитку сучасної сім'ї в Україні):

- зменшення кількості повторних шлюбів.

Таким чином, сім'я як одна з найстаріших біосоціальних спільнот нині зазнає велетенських змін. Ці зміни носять глобальний універсальний характер і пов'язані з руйнацією традиційних цінностей і форм сімейного життя і шлюбу. Однак це не означає загибелі сім'ї як такої: нові часи відкривають нові, незнані раніше обрії у стосунках чоловіка, жінки і дитини. Роль соціології полягає саме в тому, що вона здатна вчасно помітити нові явища, дослідити їх, виявити тенденції і перспективи, нагромадити соціологічну інформацію для вироблення виваженої державної сімейної політики, дієвої у масштабах всієї країни. Для вітчизняної соціології це — одне з нових і важливих завдань.

## Шлюб
Шлюб — це юридично оформлений і добровільний союз жінки та чоловіка, спрямований на створення сім'ї і який породжує взаємні права та обов'язки. Шлюб ґрунтується на почутті любові, дружбі та повазі моральних принципів побудови сім'ї.
У сімейному кодексі України (ст. 21) зазначається, що шлюбом є сімейний союз жінки і чоловіка, зареєстрований в державному органі реєстрації актів громадського стану. Проживання однією сім'єю жінки і чоловіка без шлюбу не є основою для виникнення у них прав і обов'язків подружжя. Релігійний обряд шлюбу не є основою для виникнення у жінки і чоловіка прав і обов'язків подружжя. Шлюбний вік для жінки встановлюється в 17 років, а для чоловіків — у 18 років. За заявою особи, яка досягла 14 років, за рішенням суду їй може бути надано право на шлюб, якщо буде встановлено, що це відповідає її інтересам. Шлюб засновується на вільній згоді жінки і чоловіка. Примус жінки і чоловіка до шлюбу не допускається. Як до реєстрації, так і після реєстрації шлюбу подружжя може укласти шлюбний договір.
Останні два-три десятиліття як на Заході, так і у нас набуває дедалі більшого поширення, особливо серед молоді, так званий феномен співжиття (конкубінат). Співжиття — це коли двоє людей живуть разом, маючи між собою сексуальні стосунки, але не одружуються. Соціологи доводять, що у нас більшість молодих людей ставляться до співжиття як до «пробного шлюбу». Більшість пар, що співживуть, одружуються через певний час або коли в них з'являються діти.
Шлюб майже завжди об'єднує двох осіб протилежної статі, проте в деяких культурах допускаються різні види гомосексуального шлюбу. Багато гомосексуальних чоловіків та жінок живуть стабільними парами. Послаблення колишньої нетерпимості до гомосексуальності спостерігається сьогодні в багатьох країнах Європи та США. В деяких країнах можна навіть формально «одружитися», хоча такі церемонії й непередбачені законом.
Існує думка, що в доісторичні часи шлюбу і сім'ї не існувало. Панували відносини так званого проміскуїтету (невпорядкованих статевих зв'язків), при якому кожна жінка даного скупчення могла вступати у близькі відносини зі всіма чоловіками цього гурту, а кожний чоловік з усіма жінками цього ж скупчення. Пізніше мала місце так звана ендогамія, коли в статеві стосунки вступали представники одного роду. Поступово стало зароджуватися примітивне соціальне регулювання статевого життя первісних людей. Ендогамія стала переростати в екзогамію, що являла собою систематичні статеві зв'язки між представниками різних родів. Початковою формою екзогамного шлюбу був груповий шлюб.
Поступово групова сім'я і шлюб стали трансформуватися в парну сім'ю. Вона об'єднувала тільки одну подружню пару. Спочатку кожний із подружжя продовжував жити в своєму родовому гурті (дислокальний шлюб). Потім чоловік почав переходити в рід дружини (матріархальний шлюб), а ще пізніше і дружина в рід чоловіка (патріархальний шлюб). В західних суспільствах поширювалася і неолокальна форма шлюбу — коли молоде подружжя живе окремо від своїх батьків.

### Форми шлюбу
Виділяють 3 форми шлюбу, що розрізняються своєю структурою:

- Груповий шлюб — шлюб між кількома жінками і кількома чоловіками.

Існують і альтернативні шлюби, які володіють усіма характеристиками шлюбного союзу, але при цьому відносини подружжя юридично не оформлені.
Від парного шлюбу суспільство переходить до нових сучасних форм сім'ї та шлюбу: моногамії (кожному з подружжя дозволяється мати тільки одного партнера в будь-який відрізок часу) та полігамії (особа може одночасно мати більше, ніж одного шлюбного партнера). Полігамія може проявитися у формі полігінії (чоловік може одночасно мати більше, ніж одну жінку) і поліандрії (жінка може мати двох або більше чоловіків одночасно). Американський соціолог Дж. Мердок дослідив 250 суспільств і прийшов до висновку, що в 145 суспільств існувала полігінія, в 40 переважала моногамія і лише в двох спостерігалась поліандрія

### Мотиви до вступу у шлюб
- егоїстичні (дівчину кинув коханий і вона, щоб помститися, виходить заміж за іншого), у чоловіків егоїстичні мотиви, у жінок — травматичні.

| Характер шлюбу | емоційно-рефлексивний | конформістський, інструментальний, егоїстичний |
| -------------- | --------------------- | ---------------------------------------------- |
| Вдалі          | 42 %                  | 7 %                                            |
| Конфліктні     | 51 %                  | 58 %                                           |
| Кризові        | 7 %                   | 34 %                                           |

Від мотивів вступу до шлюбу залежить час, який майбутнє подружжя зустрічається до шлюбу. Якщо довго зустрічалися, то виступає емоційно-рефлективний мотив. Якщо зустрічалися недовго, то егоїстичні мотиви. Дуже короткий проміжок часу — інстинктивні мотиви.
| Якість шлюбу                    | Зустрічалися менше року | зустрічалися 1-2 роки |
| ------------------------------- | ----------------------- | --------------------- |
| Вдалі                           | 7 %                     | 30 %                  |
| Конфліктні                      | 45 %                    | 62 %                  |
| Конфліктні шлюби або розлучення | 48 %                    | 8 %                   |

### Вибір партнера
Раніше існували правила, з якого кола має бути партнер: ендогамний (своє коло сім'ї) чи екзогамний (шукати партнера з іншої гілки). У виборі певну роль грає територіальна близькість на подібність суспільних умов. Переважно чоловік чи дружина належать до того самого народу, живе в тій самій місцевості, має подібне суспільне походження, освітній рівень і навіть фах. Не можна відкидати і підсвідомі чинники, що створюють своєрідний внутрішній візерунок, який часто виражають словами: «Вона в моєму (або не в моєму) смаку». До таких чинників належать:

- спосіб поведінки, який викликає захоплення.

Інколи згадані чинники починають діяти підсвідомо, і людина в певний момент відкриває своє кохання. Але буває й так, що до поступово зростаючого зацікавлення особою приєднуються роздуми над її достоїнством. Іноді кохання народжується з першого погляду, але це радше виняток, який підтверджує правило: допоки почуття вибухне на повну силу, так, що його важко опанувати, воно повідомляє про себе слабшими сигналами. Перші, дуже слабкі сигнали кохання: жвава внутрішня реакція на чиєсь ім'я; приємність від чиєїсь присутності; бажання говорити про когось; нетерпляче очікування зустрічі. Доцільно якомога більше довідатися про людину, яка подобається, щоб рішення про шлюб було свідомим. Можна сприймати когось позитивно, незважаючи на вади, але про ці вади треба знати. Так можна уникнути розчарувань і претензій, які часто безпідставні, оскільки друга сторона не винна в тому, що її обрали сліпо й необдумано.
Закоханість — це особливий стан, проникнутий радісним і захоплюючим потягом до іншого (іншої), який виглядає єдиним і незамінним. Цей потяг дає відчуття щастя цілком особливе, що полягає в екстазі та муці одночасно. Вже смакується радість повного задоволення, але водночас відчувається, що дарування якраз через те, що воно потенційно абсолютне, єдине і вічне, не є без ризику. Ознакою справжньої любові є те, що своє попереднє життя ми бачимо у новому світлі: всі зв'язки перегруповуються навколо нової любові, а минуле вже не таке важливе, тому що ми почуваємося «народженими заново». Перехід від закоханості до любові буває різноманітним. Може навіть трапитися, що палка закоханість не стане любов'ю. Або може народитися любов і без закоханості. Здебільшого палка закоханість поступово дає місце спокійному і глибокому почуттю, якого часто не визнають любов'ю, тому що бачать його таким спокійним і певним. Проте це правдива любов, яка щодня живиться взаємною відданістю і вірністю. Стосунки треба перервати, якщо видно, що закоханість є однобічною, якщо вона не переростає у любов.

### Взаємне пізнання та його труднощі
- він або вона (рідше обоє) не виявляються такими, якими є, тому що замкнені за вдачею або за звичкою, та тому, що були пригнічені у своїй сім'ї;
- один партнер «одягає» на другого «одяг», який йому більше подобається, отож не бачить, яким він є насправді, але яким хотів би його бачити;
- один з двох не хоче відкритися, чи виявити щось із свого особистого життя, боячись втратити іншого;
- один з двох (здебільшого той, хто слабший) забуває себе самого в пориві відданості і таким чином втрачає свою особистість, пристосовуючись до ідей, смаків, світогляду іншого.

Особа здатна любити, якщо
- має реальні погляди на життя, а не дешевий оптимізм чи гіркий песимізм.

### Якість шлюбу
Фактори які впливають на якість шлюбу

- ступень визнання (сприйняття) самого себе.

Матеріальні умови є другорядними і вони не впливають на якість шлюбу так само, як кількість дітей, освіта, релігійність.

## Розлучення
Як правило, ініціатором розірвання сімейних стосунків виступають жінки. Серед інших причин розлучень — різні погляди на життя, алкогольна залежність чоловіка, сімейні конфлікти та бійки. Претензії чоловіків найчастіше зрада або дружина погана господиня. Якщо у подружжя нема майнових претензій та неповнолітніх дітей, їх розлучають за спільною заявою у відділі реєстрації актів громадського стану. Позовна заява про розірвання шлюбу — звичайна цивільна справа. Якщо подружжя не прагне до примирення і, то протягом 2-х тижнів позив розглядається, і шлюб офіційно розривається. Існують винятки з правил. Якщо під час попередньої розмови чоловік або жінка зізнається, що хоче зберегти сім'ю. Тоді слухання справи переноситься на пізніший термін, а сторонам надається час для примирення від 3-х до 6-ти місяців.

### Процедура розлучення
1. Перший та самий швидкий шлях проведення розлучення — це звернення з відповідною заявою до органу реєстрації актів громадянського стану, де після сплати невеликого державного мита Ваш шлюб буде розірвано. Однак, Ви можете скористатися цією законодавче передбаченою можливістю тільки в тому випадку, якщо у Вас немає неповнолітніх дітей та розірвання шлюбу є Вашим спільним бажанням.
2. Другий шлях проведення цієї процедури здійснюється тільки у судовому порядку і починати треба із звернення до адвоката, який грамотно складе відповідний позов або заяву та надасть вам необхідну консультацію, враховуючи індивідуальність вашої ситуації. При цьому, згідно з вимогами Сімейного Кодексу України, в цій сфері виникли певні «нормативні ноу-хау», які Вам не завадить знати.

Згідно з вимогами ст. 109 Сімейного Кодексу України, при наявності спільного бажання розірвати шлюб, Ви разом зі своєю дружиною (чоловіком) маєте право подати до суду спільну заяву про розірвання шлюбу, але в такому випадку, разом з письмовою заявою вам необхідно буде подати письмовий договір про те, з ким із батьків будуть проживати діти, яку участь у забезпеченні умов їхнього життя братиме той з батьків, який буде проживати окремо, а також про умови здійснення ним права на особисте виховання дітей. При цьому договір про розмір аліментів на дитину (дітей) має бути нотаріально завірений.
Правильно скласти угоду, з урахуванням всіх побажань, Вам також допоможе адвокат.
Інший спосіб судового проведення цієї процедури передбачений ст. 110 Сімейного Кодексу України. Він застосовується, якщо згоди про розірвання шлюбу між Вами та Вашим подружжям не досягнуто. На відміну від першого, він не є новим, а застосовується тривалими роками усталеної юридичної практики, а саме: один з подружжя, який бажає розлучитися, але не може дійти порозуміння зі своїм «супутником життя», може звернутися до суду з позовом про розірвання шлюбу. Однак і в такому випадку існують конкретні нормативні обмеження, при наявності яких розлучення, на певний час, стає для Вас лише недосяжною мрією. Такою перешкодою є вагітність дружини, протягом якої та протягом одного року після народження дитини, позов про розірвання шлюбу не може бути пред'явлений до суду. При цьому, ці вимоги застосовуються й у тому разі, коли дитина народилася мертвою або не дожила до одного року, оскільки розлучення для матері після таких подій є дуже важким переживанням. Чоловік має рахуватися з тим, що дружина не може у цей період бути стороною у шлюборозлучному процесі. Але і в цьому правилі є виняток — дружина або чоловік мають право пред'явити позов протягом вагітності дружини, якщо батьківство зачатої дитини визнане іншою особою. Право на позов виникає також у випадку, коли дитина ще не досягла одного року, якщо батьківство щодо неї визнане іншою особою або за рішенням суду відомості про чоловіка як батька дитини виключено з актового запису про народження дитини.
Крім того, зважившись на розлучення не слід забувати про такі супутні процеси, як розподіл спільного майна та аліменти.

### Повторний шлюб
Найменш болісним є повторний шлюб, який беруть люди, котрі давно розлучилися й встигли якийсь час пожити на самоті, а найболючішим такий, коли задля можливості об'єднати свої долі доводиться руйнувати одну чи дві сім'ї та зачіпати інтереси дітей. В останньому випадку виникає потужний стрес. Страждають діти. Для них розлука батьків — то не просто руйнування стереотипів, то катастрофа їхнього світу, їхньої фортеці, втрата почуття захищеності та безпеки. Ситуація ускладнюється тим, що один із батьків поглинений новим почуттям, притиранням до нового партнера, можливо, побутовими проблемами, пов'язаними з переїздом. Другий — пригнічений відчуттям, що його всі залишили. Все це неминуче веде до того, що дитина недоотримує уваги та пестощів, або ж (ще гірше) одержує лише імітацію того й іншого. До цього можна додати тугу за тим із батьків, хто залишив сім'ю, труднощі адоптації до вітчима або мачухи, інших членів нової сім'ї, зміну умов життя дитини.
У період розлучення батьків і створення нової сім'ї особливо важливо зберегти довірливі та відверті стосунки з дітьми. Ви можете спостерігати в дитині всі ознаки стресу: пригніченість, замкнутість, перепади настрою, проблеми зі здоров'ям і навчанням. Треба викликати дитину на відвертість. Порозмовляти з нею по душевному. За жодних умов не відкуповуйтеся від дитини подарунками. Дитина завжди має відчувати, що ваша любов до неї незмінна та непідвладна жодним поворотам долі. Вона повинна бути переконана: ви любите її, і вона завжди багато важитиме для вас, хоч що сталося б у житті. Підлітки нерідко реагують на розлучення батьків дуже неадекватно. Йдучи на розлучення та створення нової сім'ї, потрібно розуміти, що головні дійові особи тут — діти, а головне завдання — збереження з ними добрих стосунків. Необхідно розуміти, що при цьому враховуються не лише їхні інтереси, а й ваші власні: адже від того, як складуться відносини зі своїми дітьми та дітьми партнера, багато в чому залежить доля вашого нового шлюбу. Найголовніше — не втратити з дітьми контакт, постійно приділяти їм увагу, що означає не стільки нагодувати й купити необхідне або особливо бажане, скільки виділити час на повноцінне спілкування з дитиною.
Діти, чиї батьки розлучилися, як правило, відчувають труднощі при побудові власної сім'ї, бо визнають розлучення за норму життя. Для дівчинки те, що батько пішов до іншої жінки, може призвести до страху бути покинутою. Це може виявитися в підвищеній недовірливості, болісних ревнощах або в бажанні, щоб чоловік повсякчас доводив свою любов. Якщо мати вигнала батька, жінка може бути жорстокою у відношенні до чоловіка. Якщо хлопчик бачить зраду матері, в нього може сформуватися цинічне ставлення до жінок взагалі.

## Діти
Батьківство — покликання спільне, проте реалізується воно чоловіком і жінкою неоднаково. Загалом народжують дитину обоє батьків, проте бути матір'ю і бути батьком — це різне. Батьками стають не для того, щоб мати дітей, а радше для того, щоб дати дітям можливість вийти у світ. Своєю любов'ю батьки створюють дитині можливість для розвитку, дають шанс навчитися любити. Вони обоє спільно виконують своє батьківське покликання: приймають дитину і дають їй можливість розвиватися аж до досягнення самостійності.
Що означає бути матір'ю? Це народити дитину, привести дитину в світ, віддати дитину світові. Щоб народити дитину, треба спочатку прийняти її, тобто дати можливість розвинутись настільки, щоб вона могла жити самостійно. Прийнята своєю матір'ю, дитина покине її тіло, коли буде до цього готова і зможе жити окремо від матері. Мати приймає дитину не для того, щоб мати її в собі чи для себе, але для того, щоб дати малюкові шанс вийти у світ. Роль матері не вичерпується фізичним народженням. Щоб дитина увійшла у світ не тільки фізично, вона мусить досягти самостійності: не лише фізичної, а й психічної. Вона має навчитися приймати рішення, діяти, зав'язувати суспільні контакти. Щоб полюбити інших, вона мусить спочатку насититись материнською любов'ю. Дитина, не обійнята материнською любов'ю, стає ніби викиднем — може існувати фізично, але нездатна до нормального психічного життя. Із таких дітей виростають люди, які все життя шукають любові тільки для себе і винятково на собі зосереджують увагу, тому що вони ніколи не почувають себе в безпеці настільки, щоб змогти вийти за межі самого себе.
Щоб навчитися справжній самостійності, зрілості рішень, відповідальності за власну сім'ю, вмінню діяти заради добра інших, дитина мусить спочатку навчитися любити. Цього навчає мити так само, як і ходити. Мати — перша людина, до якої дитина спрямовує свою доброзичливість, мусить бути насамперед доступною. Якщо її ніколи немає вдома, якщо вона завжди зайнята і ніколи не має часу попестити дитину, порозмовляти з нею, то не допоможуть жодні навчання. Тут також потрібен приклад: мати, даруючи дитині свою любов, кохаючи чоловіка і доброзичливо ставлячись до інших родичів, подає дитині приклад доброзичливого ставлення до людей.
Праця жінки по-за домом розглядається в 3-х фазах: з перспективи жінки, з перспективи сім'ї, суспільна перспектива.
Жінка, яка працює, має зв'язок з іншим світом. Праця жінки, якби «вікно в світ», дає почуття участі в суспільному житті. Але певного роду «мінус» є: вона не може в повноті віддатися дітям.
Сім'я не багато втрачає, жінка робить сімейну атмосферу. Діти, через маму, яка працює, мають контакт з зовнішнім світом.
Праця жінки є необхідною, існують професії, які потребують жінок. Для суспільства праця жінки є корисною. Коли працює чоловік, а жінка знаходиться вдома, то він є годувальником сім'ї. Це дає чоловікові почуття власної важності і зверхності над жінкою. Це патріархальна сім'я.

### Початки виховання
Не всі діти однакові. Виховна система, заснована на догматичних або книжкових схемах має поступитися місцем системі, що буде зважати на природні вимоги кожної родини:
- дитину треба виховувати не для себе, виховувати так, щоб вони могли вільно бути самими собою;
- цінності, що передаються краще засвоюються з поведінки батьків, а не зі слів;
- не занедбуючи здоров'я і зовнішній вигляд, треба дбати про реальне добро, щоб діти були здорові, чемні, охайні й приємні для себе і інших;
- треба дбати про розум, розвиваючи і збагачуючи його;
- дім і атмосфера в ньому повинні служити подружжю (і майбутнім дітям), а не вони дому;
- батьки бажають дати своїм дітям добробут, але треба, щоб не бракувало любові і правдивого виховання;
- дитина має засвоїти головні правила відносин між людьми: чесність, вірність, альтруїзм, самоконтроль, здатність турбуватися про іншого і прощати йому.

Ми передаємо дітям цінності, в які віримо, тому що її цінності також для нас важливі. Батьки, які стали на дорогу особистого і спільного росту не матимуть труднощів встановити зі своїми дітьми конструктивні відносини. Їм неважко буде:

- щодо дитини не треба бути непохитними, а старатися зрозуміти причину їхньої поведінки

### Вади
- Задирливість майже завжди є засобом розв'язання проблем, яким дитина не може знайти вирішення в іншій спосіб.

Подружня гармонія є запорукою доброго виховання дітей. Але буває і навпаки:

- батьки розлучаються: дитина майже завжди втрачає ясне поняття про моральний образ батьків, навіть через взаємне руйнування, до якого вони доходять" крім того, вчиться використовувати їхню ворожість, щоб легше одержати те, що хоче.

### Допомога дитині при розлученні
- приводьте її додому вчасно, щоб вона могла провести час з мамою і знову пристосуватися до інших умов.

Якщо у вас нова сім'я:

- спільно з вашим чоловіком (дружиною) виробіть вимоги до дисципліни.

## Планування сім'ї

### Неприродні методи планування родини
Переривання статевого акту. Метод широко застосовується, важко встановити його точну ефективність, але виходячи з тих даних, які ми маємо, вона дуже низька; безплатний; через відсутність будь-якої статистики про даний метод, ми не можемо точно вказати, наскільки він шкодить фізичному і психічному здоров'ю жінки і чоловіка.
Механічні засоби: презерватив, вагінальна мембрана, ковпачок шийковий або склепінчастий. Методи легкодоступні, відносно недорогі, певною мірою обмежують розповсюдження хвороб, які переносяться шляхом статевих відносин;
Сперматознищуючі засоби (сперміциди): свічки, пінки, креми, мазі. Звичайно використовуються в сполученні з механічними засобами. Переривання статевого акту. Метод широко застосовується, важко встановити його точну ефективність, але виходячи з тих даних, які ми маємо, вона дуже низька; безплатний; через відсутність будь-якої статистики про даний метод, ми не можемо точно вказати, наскільки він шкодить фізичному і психічному здоров'ю жінки і чоловіка.
Внутрішньоматочні засоби: сама спіраль — (1) приводячи до запального процесу, мобілізують і притягують макрофаги і лімфоцити (Тс /цитотоксичні і NK) в результаті чого проходить: фагоцитоз сперматозоїдів і цитолітичний процес яйцеклітини; (2) змінюючи ендометрій матки не дозволяють або заважають зиготі імплантувати; (3) зменшують перестальтикуматочних труб і знижують м'язову активність матки. Спіраль з міддю — вважається, що мідь поступово розчиняючись, підвищує антифертильні ефекти, потрібно змінювати кожні 2 роки.
Оральні засоби: Комбіновані — естроген в декількох комбінаціях з прогестероном; протидія овуляції — (1) діє на слизову (ендометрій) матки так, що він не дозволить заплідненій яйцеклітині імплантуватися; (2) шийковий слиз стає більш густий і «несприятливий» для сперматозоїдів (заважаючи їх просуванню в матку). Які подаються поспіль (одні після інших) — під час першої частини циклу подається естроген, останні 5-7 днів циклу — естроген у сполученні з прогестероном (в практиці використовується дуже рідко). Тільки прогестерон — постійна терапія, менш ефективна, дія цих таблеток проявляється в зміні слизової оболонки матки (яка стає нездатною прийняти зачату дитину) та зміні шийкового слизу, який стає більш густим; шийковий слиз змінюється упродовж 4-х годин з моменту подачі Mini-pill і цей ефект тримається упродовж наступних 24 годин; у 50 % пацієнток проходить затримка функцій жовтого тіла. У деяких з них не проходить овуляція. Трифазні — У цьому випадку стараються копіювати «нормальний цикл». Подачу прогестерону починають з дози ЗО мг і збільшують до 40 мг приблизно в половині циклу, а потім повертаються до ЗО мг. Доза прогестерону, що подається під час циклу, збільшується.
Гормональні: в таблетках — оральні (подавані підряд — використовуються рідко, прогестерон, трифазні та двофазні) і уколах. Вигідні, ефективні, зменшують місячні кровотечі і болючі менструації, затримують розвиток доброякісних пухлин грудей; зменшують ризик неопластичних змін матки.

### Від'ємні сторони і ризик
(1) захворювання серцевосудинної системи: інфаркт міокарду, субарахноїдальна кровотеча, тромби і закупорки вен, гіпертонія (підвищений тиск). 2. Інші: метаболізм вуглекисню, відсутність менструації, хвороби печінки і жовчного міхура, лактація: годування грудьми (дитина разом з молоком всмоктує гормони, в організмі жінки порушується зворотний зв'язок в гормональному обміні), рак шийки матки. (3) Зміни: в шкірному покрові, в сітчатці очей, в дії ліків.
Стерелізація: чоловіків, жінок.
Після статевого акту: таблетки наступного дня
Наслідки контрацепції.
Відділивши сексуальне життя від прокреації, контрацепція спричинила пропаганду сексуальної свободи. Так званий секс став товаром і поступово вийшов за межі подружжя. Різко знизилася межа у віці в перших сексуальних досвідах.
Проблема аборту не може розглядатися окремо від контрацепції: кількість абортів зростає найбільше в тих країнах, де найбільш розповсюджене застосування контрацепції.
Контрацепція викликає ріст кількості захворювань, що передаються статевим шляхом — як наслідок сексуальної свободи. Наслідком є постійно зростаюча кількість випадків безпліддя і позаматкової вагітності, що в свою чергу приводить до штучної прокреації — запліднення «in vitro»(штучна імплантація ембріону), тобто до подальшого кроку у відділенні сексуального співжиття від прокреації.
Загальне зниження народжуваності.
Прогресує деградація сімейного життя. Слово контрацепція походить від лат «contra ceptio» — проти зачаття. Вперше в історії людства сексуальне співжиття було відділено від прокреації. Найінтимніша сфера людського життя опинилася на публічній арені. Функція приємності стала самоціллю. Так званий контроль народжуваності став сферою медицини.
Більшість сучасних контрацептивних препаратів спирається на використання фармакологічних засобів. Вперше в історії медицини препарати, визнані за лікарські, у великому обсязі використано для немедичних цілей. З'явився лозунг: «Запобігання ліпше за аборт». Окрім того, багато лікарів зв'язувало своє заангажування у цю справу з реальним збільшенням своїх доходів. На Заході з'являються моралісти, котрі стали проголошувати принцип так званого «меншого зла». Ефективна контрацепція має на меті так званий «захист». В реальності цей захист скерований проти дитини. На практиці сприйняття дитинки ставало все більш негативним і швидко перетворювалося в трактування її взагалі як незваного агресора. Пропагандисти контрацепції добре знали, що жоден протизаплідний засіб, жодна таблетка чи спіраль не дають 100 % гарантії. І тому як остаточний засіб було легалізовано аборт, який стає основним елементом. Забезпечуючи ефективність так званого «контролю народжуваності».
Приблизно в той самий час в західних країнах розпочалася поступова зміна закону в напрямку легалізації абортів — спочатку в так званих спеціальних випадках, а пізніше і за бажанням. Цей процес доводить те, що прихильники контрацепції не трактували серйозно лозунгу: «запобігання вагітності є ліпше від аборту». Якби в дійсності йшлося лише про запобігання, тоді б аборт не підтримувався як остаточний засіб в разі неефективності контрацептиву. Зараз вже маємо достатньо доказів, що контрацепція і аборти тісно пов'язані між собою. І не лише на суто механічній площині, передовсім на психологічній та ідеологічній площинах.
Як наслідок, наступила часткова переоцінка моральних принципів. Поняття «меншого зла» ігнорує елементарну засаду, що досягнення добра неможливе за рахунок злих вчинків. Про добрі дії в цьому гаслі взагалі не йдеться. Окрім того, зроблено спробу створення етичної системи без цінностей. За цією концепцією не можна змушувати когось прийняти твої погляди, навіть якщо вони спираються на правду і факти. Саме тут виток медицини без цінностей, медицини без етики. Пацієнт бажає чогось, а лікар, вільний від етичних принципів, просто виконує його бажання. Лікар стає «біологічним інженером», оплачуваним функціонером, що надає послуги за бажанням.